# Psammoecus t-notatus
Psammoecus t-notatus is een keversoort uit de familie spitshalskevers (Silvanidae). De wetenschappelijke naam van de soort werd in 1903 gepubliceerd door Thomas Blackburn.